# Jan Moretus
Jan Moretus, adaptació llatina de Johann Moerentorf (Anvers, 2 de maig de 1543 — Anvers, 25 de setembre de 1610), fou un impressor, llibreter i editor dels Països Baixos meridionals.
Fou el segon director de l'Officina Plantiniana o «Compàs d'Or», successor del fundador de la impremta i genial empresari Christophe Plantin. Durant la seva direcció aconsegueix fer que no davalli molt la importància de l'empresa tipogràfica en el conjunt europeu. Les diferents condicions socials, polítiques i econòmiques, sobretot amb relació a la ciutat d'Anvers, però, li impedeixen mantenir-se com un dels principals referents en el món de l'edició humanística; i aquesta mancança la suplirà dedicant-se majoritàriament a l'edició de llibres litúrgics.
La seva tenacitat i la bona gestió empresarial li permeteren mantenir en un lloc digne l'empresa que va rebre del seu sogre. Ell mateix va transmetre una empresa pròspera als seus fills, Balthasar i Jan, que van ser dos baules més d'un projecte que es va perllongar fins al segle xix.

## Biografia
Jan Moretus fou el tercer d'una família d'onze fills. Els seus pares foren Jacob Moerentorf, fabricant tèxtil, de família originària de Lille, i Adriana Gras, filla del sedaire milanès Pieter Gras.

### A les ordres de Chistophe Plantin (1557-1589)
Al voltant de 1557, amb sols catorze anys, entra a treballar a la impremta de Christophe Plantin. En la mateixa empresa continuarà tota la seva vida laboral, a excepció del període 1562-1564, en què els problemes de l'empresa i la paralització de les activitats, l'obligaren a moure, cercant feina, a Venècia.
El 4 de juny de 1570 es casa amb Martina, la segona filla de Christophe Plantin. En els anys anteriors Jan havia aconseguit la confiança i l'estima del seu patró i ara sogre. Estava encarregat de la llibreria, on exercia funcions de gerent, ocupant-se de gestionar les adquisicions de materials i les vendes als clients de fora d'Anvers, portava els comptes de l'empresa i la correspondència. En el mateix 1570, poc després del seu casament, Plantin el descrivia com un jove lleial a l'empresa i un poliglota competent.
Els primers anys de casats, Jan i Martina visqueren amb Christophe Plantin. En 1576 la impremta i la residència de Plantin es trasllada al Vrijdagmarkt, i Jan i Martina es queden a la residència original, en el Kammenstraat, on queden a càrrec de la llibreria. Entre 1583 i 1585, mentre Plantin es trasllada a Leiden per a instal·lar una imprenta, i la guerra arriba a Anvers, Jan i Franciscus Raphelengius, els gendres de Plantin residents a Anvers, es queden a la ciutat encarregats de portar endavant l'empresa. A la segona meitat de 1585 Plantin regressa a Anvers, i al cap de poc Raphelengius es fa càrrec de la impremta de Leiden. Així, tot i que Plantin segueix dirigint l'empresa, Jan va acumulant més responsabilitats i es prepara per a convertir-se en el seu successor: El 6 d'agost de 1586 entra en la confraria de Sant Lluc, dels oficis artístics, com a mestre impressor; i el 27 de febrer de 1587 obté una patent reial. Tot està preparat per al traspàs de la direcció.
Home fet a si mateix, aconsegueix dominar el món empresarial de l'edició a gran escala; i al mateix temps, enmig del món humanista en què es mou, domina i utilitza el neerlandès, francès, alemany, italià i castellà, i també coneix el llatí i el grec. No era un erudit però podia relacionar-se en pla d'igualtat amb els humanistes de l'època, i així, en 1584, tradueix la principal obra filosòfica de Justus Lipsius, De Constantia libri Duo, al neerlandès, amb el títol de Twee boecken vande stantvasticheyt, considerada una excel·lent traducció.

### Director del «Compàs d'Or» (1589-1610)
Quan mor Christophe Plantin l'1 de juliol de 1589, la propietat recau en la seva viuda Jehanne Rivière, però la direcció de l'empresa passa a Jan Moretus, i es fa oficial, mitjançant escriptura pública, el 16 de setembre del mateix any. Posteriorment, el 16 de març de 1590, els hereus arriben a un acord, i Jan resta propietari de l'establiment d'Anvers, amb certes condicions. En els anys 1589 i 1590 apareix Ex Officina Plantiniana apud Viduam en la portada dels llibres que surten de la impremta, de 1590 a 1596, en que mor Jehanne Rivière, apareix Ex Officina Plantiniana apud Viduam et Joannem Moretum, i després de 1596, sols es conserva el nom de Jan en la menció d'edició: Ex Officina Plantiniana apud Joannem Moretum.
Jan Moretus dirigeix l'empresa a cavall dels segles xvi i xvii, quan es produeix la partició dels Països Baixos en dues zones antagòniques: un nord protestant on segueixen interessant-se per la natura i l'home, i un sud, on la contrareforma catòlica focalitza l'interès intel·lectual en la reflexió teològica. Al mateix temps ha de fer front a un negoci reduït, amb solament quatre premses en funcionament en el moment de la mort de Plantin, i a les despeses produïdes pels acords sobre la distribució de l'herència. Superant aquestes limitacions, completa el canvi iniciat en els darrers anys de Plantin, on els llibres litúrgics i devocionals suposen la gran majoria de la seva producció editorial, i els llibres d'erudició van disminuint, fins a representar una part molt reduïda de la producció total.

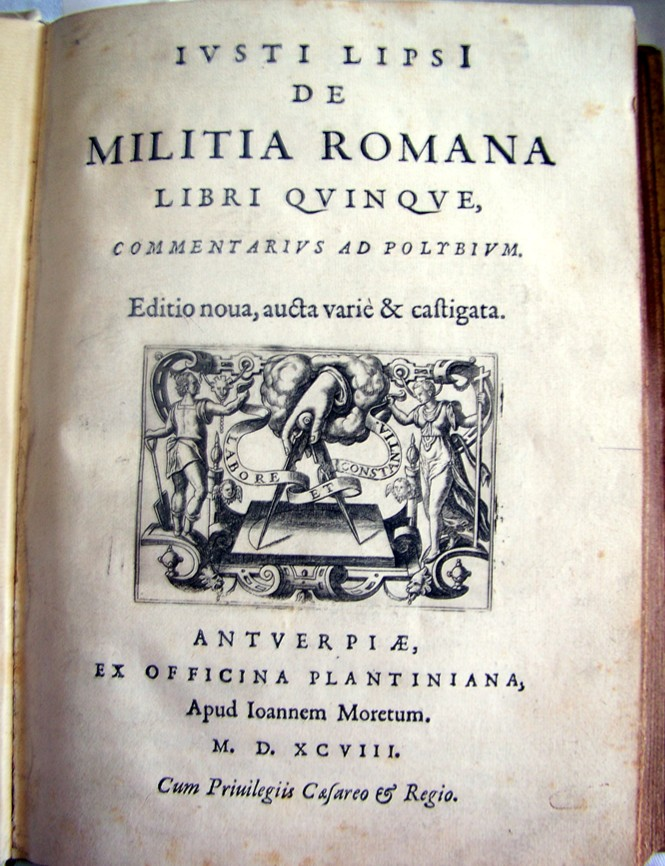

La posterior evolució política, amb la finalització de la guerra als Països Baixos i de la guerra civil a França, li permeten recuperar els mercats francès, holandès i alemany. A més a més, aconsegueix el nomenament com a impressor de la ciutat d'Anvers, i li són reconeguts els nombrosos privilegis que havia aconseguit Plantin per a imprimir obres litúrgiques. Aquesta conjuntura favorable explica l'increment gradual de les premses en funcionament: quatre en 1590, cinc en 1593, sis en 1604, i set en 1607. L'empresa Plantiniana torna a ser de les més grans d'Europa, i recupera la seva posició com el negoci d'impressió més important dels Països Baixos meridionals.
Jean Moretus aconsegueix mantenir el nivell tècnic i artístic dels seus productes, com en les dues edicions, de 1600 i 1609, del Officium Beatae Mariae, i el Graduale Romanum de 1599, que poden considerar-se, atenent a la tipografia i els gravats, de les millors obres produïdes per l'empresa. Moretus intenta aconseguir en moltes de les seves impressions veritables obres d'art, amb la participació dels millors gravadors flamencs, com la família Galle, amb Philip, els seus fills Theodoor i Cornelis, i els seus gendres Adriaen Collaert i Karel van Mallery, i Hans Bol, entre d'altres.
El seu interès pels llibres d'erudició es fa palès per les obres que segueix publicant. Entre altres, surten de les premses: els primers volums, dels 12 que té, de la segona edició dels Annales Ecclesiastici de Cesare Baronio; la primera part dels Annales Magistratuum et Provinciarum de Stephanus Winandus Pighius; la reedició dels tractats de botànica de Rembert Dodoens, Carolus Clusius i Mathias de l'Obel; el Thesaurus geographicus i la reedició del Theatrum Orbis Terrarum, tots dos d'Abraham Ortelius; la tercera edició revisada del diccionari de Cornelis Kiliaan, l'Etymologicum teutonicae linguae: Sive Dictionarium teutonico-latinum; el Seduardus: sive de vera iurisprudentia ad regem, libri XII de Joachim Hoppers; el Flandria commentariorum libri IV descripta de Jacobus Marchantius; els Antuerpia i Origines Antuerpiensium, ambdues obres de Charles Scribani; i moltes edicions o reedicions del prolífic humanista Justus Lipsius.
Jan Moretus i Martina Plantin van tenir onze fills, sis fills i cinc filles, però d'aquests només tres fills i dues filles els van sobreviure: Melchior, Balthasar, Jan, Catharina (casada el 1598 amb l'impressor Theodoor Galle) i Elisabeth (casada amb John Wieland). Van ser Balthasar i Jan, el tercer i el quart fill, els que van treballar a l'empresa, i seran ells els que dirigiran el negoci a la mort del seu pare.
Jan Moretus mor el 22 de setembre de 1610 i fou soterrat a la catedral d'Anvers, al costat de la tomba dels seus sogres. La família li va construir un magnífic monument presidit per un tríptic de Rubens.